# Parafia św. Barbary w Wałbrzychu
Parafia św. Barbary  w Wałbrzychu – parafia rzymskokatolicka znajdująca się w dekanacie Wałbrzych-Północ w diecezji świdnickiej. Była erygowana w 1871 r. Jej proboszczem jest ks. mgr lic. Wojciech Drab. Od 2018 roku rozpoczął się główny etap generalnego remontu wnętrza świątyni. W planach jest przywrócenie dawnego, neogotyckiego wystroju. 